# Het Balletorkest
Het Balletorkest is sinds 1965 de vaste partner van Het Nationale Ballet in Nationale Opera & Ballet te Amsterdam. Het orkest is eveneens de vaste muzikale partner van het Nederlands Dans Theater in Den Haag. Het Balletorkest bestaat uit een vaste kern van 45 musici, waar nodig ondersteund door hooggekwalificeerde gastspelers. Sinds 2013 is Matthew Rowe chefdirigent van Het Balletorkest. Hij combineert deze functie met het muzikaal leiderschap van Het Nationale Ballet.    
Naast het begeleiden van dans voorstellingen onderhoudt het Balletorkest een lange traditie van innovatieve en prijswinnende familievoorstellingen. Het Balletorkest werkt hiervoor met diverse partners samen, onder meer het Amsterdamse muziektheatergezelschap Orkater en het dansgezelschap ISH. In 2016 werd de voorstelling ‘Creatures’ –  in samenwerking met ISH – bekroond met de internationale Young Audiences Music award en in datzelfde jaar won de voorstelling ‘Hans & Grietje’ – in samenwerking met Orkater -verschillende Musical Awards.   
Het Balletorkest werkt sinds 2019 structureel samen met de Nationale Balletacademie. Waar mogelijk verzorgt het Balletorkest de muziek bij de eindvoorstellingen en zet ze zich in voor talentontwikkeling via de leerlijn ‘Muziek voor studenten’ van de Nationale Balletacademie.    
Het Balletorkest is de voortzetting van het symfonieorkest Holland Symfonia, dat tot stand kwam op 1 januari 2002 na een fusie van het Nederlands Balletorkest en het Noordhollands Philharmonisch Orkest.     

## Dirigenten
Sinds 2014 is Matthew Rowe de chef-dirigent van Het Balletorkest. Ook Ermanno Florio, Boris Gruzin, Fayçal Karoui, Koen Kessels en Marzio Conti staan regelmatig voor het orkest.